# Beogradski bezbednosni forum
Beogradski bezbednosni forum (engl. Belgrade Security Forum), poznat po svom akronimu BSF (od engl. BSF), je međunarodna konferencija koja se organizuje obično svakog oktobra u Beogradu i okuplja predstavnike vlasti, akademske zajednice i nevladinog sektora. Konferenciju zajedno organizuju Beogradski fond za političku izuzetnost, Beogradski centar za bezbednosnu politiku i Evropski pokret u Srbiji.

## Istorijat i misija
Konferencija je pokrenuta 2011. godine od strane Beogradskog fonda za političku izuzetnost, Beoradskog centra za bezbednosnu politiku i Evropskog pokreta u Srbiji.  Ideja foruma je da okupi sve relevantne stejkholdere iz javne uprave, akademske zajednice i nevladinog sektora Zapadnog Balkana, radi razmene mišljenja i davanja doprinosa za rešavanja tekućih pitanja regiona.
Ključne vrednosti i misija inicijative je sledeća:
- Evropa kao zajednica vrednosti sa snažnijom spoljnom i bezbednosnom politikom;
- Balkan kao akter i subjekt globalnih debata;
- Negovanje širih i uzajamnih umesto pojedinih interesa;
- Demokratizacija visoke politike insistiranjem na kulturu inkluzivnog dijaloga;
- Debate koje su aktuelne i duboke;
- Autonomnost triju organizacija civilnog društva.

## Izdanja foruma
| #  | Datumi                        | Lokacija               | Tema |      |
| -- | ----------------------------- | ---------------------- | --- | ---- |
| 1. | 14–16. septembar 2011.        | Dom Vojske u Beogradu  | „Balkan i globalna bezbednost: šta nam je zajedničko, a šta nas razlikuje?“                                             | 2011 |
| 2. | 20–22. septembar 2012.        | Hotel Hajat u Beogradu | „Suočavanje sa krizom: izazovi za demokratiju i bezbednost“                                                             | 2012 |
| 3. | 19–21. septembar 2013.        | Hotel Hajat u Beogradu | „Da li je država u procesu (de)konstrukcije? Rizici i odgovori sa Balkana i šire"                                       | 2013 |
| 4. | 30 septembar-2. oktobar 2014. | Hotel Hajat u Beogradu | „Evropa 2014: Kraj i/ili novi početak?”                                                                                 | 2014 |
| 5. | 30 septembar-2. oktobar 2014. | Hotel Hajat u Beogradu | „Da li se Evropa može redefinisati”                                                                                     | 2015 |
| 6. | 12-14. oktobar 2016.          | Hotel Hajat u Beogradu | „Da li će demokratija preživeti krizu svetskog poretka?“                                                                | 2016 |
| 7. | 11–13 oktobar 2017.           | Hotel Hajat u Beogradu | „Zapadnobalkanske šestorke”? Kakva je buduća perspektiva odnosa Srbije i NATO? Budućnost dijaloga Beograda i Prištine?” | 2017 |
| 8. | 17–19 oktobar 2018.           | Hotel Hajat u Beogradu | „Zajedništvom do odgovora na novu normalnost“                                                                           | 2018 |
| 9. | 16-18. oktobar 2018.          | Beograd                | „U težnji za pravdom u podeljenom svetu“                                                                                | /    |

### Prvi Beogradski bezbednosni forum
Prva edicija foruma je bila organizovana od 14. do 16. septembra 2011. godine u beogradskom Domu Vojske.  Tema prvog foruma je bila: „Balkan i globalna bezbednost: šta nam je zajedničko, a šta nas razlikuje?“. Na forumu se diskutovalo i energetskoj bezbednosti, ulozi Turske, NATO-a i Rusije u Evropi, kao i posledici promena režima na Bliskom istoku.
Forumu je prethodio skup 20 mladih istraživača koji su predstavili svoja istraživanja o odnosiam u regionu Zapadnog Balkana i njegovog mesta u Evropi. Dok je sam forum otvorio tadašnji predsednik Srbije Boris Tadić.
Prvi forum je obeležila i kontroverza. Naime, tadašnji ruski ambasador Rusije u Srbiji Aleksandar Konuzin je drugog dana tokom panela na kojima se govorilo o globalnim bezbednosnim izazovima kojim je moderirao Ivan Vejvoda ustao i počeo da viče na prisutne u sali zbog toga što je bio nezadovoljan o tome kako se o njegovoj zemlji izveštavalo. Sanja Stojanović Gajić, direktorka Beogradskog centra za bezbednosnu politiku je njegov gest u izjavi za medije ocenila kao veoma uvredljivim, dok je Sonja Liht, direktorka Beogradskog fonda za političku izuzetnost ocenila da "ambasadorove primedbe nisu na mestu".

### Drugi Beogradski bezbednosni forum
Drugi Beogradski bezbednosni forum je održan od 20. do 22. septembra 2012. godine u hotelu „Hajat“. Tema foruma je bila „Suočavanje sa krizom: izazovi za demokratiju i bezbednost“. Panelima, diskusijama i sesijama prisustvovalo je više od 300 učesnika. Pored domaćih i inostranih visokih zvaničnika u debatama su učestvovali i predstavnici istraživačkih centara, naučnih instituta i građanskog društva, kao i lokalnih, regionalnih, evropskih i svetskih medija.
Forumu je prethodio akademski skup o bezbednosnim temama koji je otvorio Dimitar Bečev, dok je sam forum otvorio premijer Srbije Ivica Dačić, dok su na prvom panelu učestvovali zamenik premijera i ministar spoljnih poslova Slovačke Miroslav Lajčak, prvi potpredsednik Vlade Srbije i ministar odbrane Aleksandar Vučić, prvi zamenik ministra spoljnih poslova i državni sekretar za evropske poslove Češke Jiri Šnajder, zamenica ministra spoljnih poslova Bosne i Hercegovine Ana Trišić-Babić i direktor DCAF Teodor Vinkler.

### Treći Beogradski bezbednosni forum
Treće izdanje foruma je bilo organizovano od 19. do 21. septembra 2013. godine u Hotelu Hajat i okupilo je 100 govornika i oko 400 učesnika na 22 panela, a glavna tema je bila „Da li je država u procesu (de)konstrukcije? Rizici i odgovori sa Balkana i šire".
Forum je tradicionalno bio otvoren akademskim skupom čija su tema bile bezbednosne promene na Zapadnom Balkanu. Zatim se diskutovalo o regionalnoj saradnji, evropskim integracijama, NATO-u, Kosovu, korupciji i o energetskoj i ljudskoj bezbednosti.

### Četvrti Beogradski bezbednosni forum
Četvrto izdanje foruma je održano od 30. septembra do 2. oktobra 2014. godine, a glavna tema foruma je bila "Evropa 2014: Kraj i/ili novi početak?". Forum je bio posvećen stotoj godišnjici početka Prvog svetskog rata, velikog proširenja Evropske unije, kao i padu Berlinskog zida.
Uvodno obraćanje je dao premijer Srbije, Aleksandar Vučić, a  od učesnika su bili šefica pregovaračkog tima Srbije Tanja Miščević, direktor Kancelarije za Kosovo i Metohiju Marko Đurić, zamenica predsednika Narodne skupštine Gordana Čomić, predsedavajući Odbora Evropkog parlamenta za spoljne poslove Elamr Brok i specijalni predstanik EU u Prištini Samuel Žbogar. Pored njih na skupu su učestvovali i Karen Donfrid, Vladimir Baranovski, Goran Svilanović, profesor Iver Nojman i drugi.

### Peti Beogradski bezbednosni forum
Jubilarni forum je okupio preko stotine govornika i 600 zvaničnika iz Srbije i sveta, između kojih su bili i predstavnici Evropske unije, NATO-a, OEBS-a i Nemačkog Maršal fonda. Glavna tema ovogo foruma je bila spoljna politika EU u istočnoj Evropi i na Balkanu, budućnost OEBS-a, Ukrajinska kriza, Berlinski proces, dijalog Beograda i Prištine, korporativna i energetska bezbednost, kao i radikalizacija i terorizam.

### Šesti Beogradski bezbednosni forum
Šesti Beogradski bezbednosni forum je bio održan od 12. do 14. oktobra 2016. pod nazivom „Da li će demokratija preživeti krizu svetskog poretka?“ u hotelu „Hajat“.  Na forumu se diskutovalo o populizmu, radikalizaciji, novoj Evropskoj strategiji bezbednosti i zamoru u procesu proširenja Evropska unije, kao i dijaloga Beograda i Prištine.
Forum je imao 25 diskusija sa više od 100 govornika i 700 učesnika, predstavnika vlada, međunarodnih organizacija i civilnog društva.  Na forumu su zajedinčki panel imali i predsednik Srbije Aleksandar Vučić i predsednik Albanije Edi Rama, a panelom je moderirao Miša Gleni.

### Sedmi Beogradski bezbednosni forum
Sedmi po redu Bezbednosni forum je održan od 11. do 13. oktobra 2017. godine u Beogradu, a glavna tema je bila “Zapadnobalkanske šestorke”? Kakva je buduća perspektiva odnosa Srbije i NATO? Budućnost dijaloga Beograda i Prištine?.
Na skupu su između ostalog govorili predsednik Srbije, Aleksandar Vučić, premijerka Srbije, Ana Brnabić, generalni direktor Direkcije EU za pregovore o proširenju i susedsku politiku Kristijan Danijelson, zamenica generalnog sekretara NATO Rouz Gotemiler. Pored njih su govorili i ministar spoljnih poslova Srbije Ivica Dačić i Bosne i Hercegovine, Igor Crndak, ali i ambasador Ujedinjenog kraljevstva u Beogradu Denis Kif, generalni sekretar Saveta za regionalnu saradnju Goran Svilanović. Od predstavnika civilnog društva su bili Florijan Biber, Stiven Blokmans, Ardijan Hačkaj, Milena Lazarević, Hedvig Morvai, Jovana Marović, Dejan Jović, Milan Nič, Eleonora Poli i Srđan Cvijić.

### Osmi Beogradski bezbednosni forum
Osmo izdanje foruma je trajalo od 17. do 19. oktobra 2018. godine, a neke od tema su bile tadašnji razvoj događaja u odnosima Beograda i Prištine, aktivnosti Nemačke i SAD u regionu Zapadnog Balkana, izglede za pomirenje na Zapadnom Balkanu, ali i situaciju na Bliskom istoku, odnose Rusije i Zapada, propagandu i dezinformisanje i četvrtu industrijsku revoluciju.  Tokom trodnevnog foruma održano je 20 panela i sesija sa više od 100 govornika i 700 učesnika.
Na forumu su diskutovali i Aleksander van der Belen, predsednik Austrije, i Aleksandar Vučić, predsednik Srbije, o odnosima Zapadnog Balkana i Evropske unije, dok je moderatorka bila Sonja Liht. Takođe, trebala je da diskutuju premijerka Srbije Ana Brnabić sa premijerom Severne Makedonije Zoranom Zaevim, koji nije mogao da stigne zbog obaveza.

## Nagrade i priznanja
- Nagrada 2015 PASOS Think-Tank Achievement of the Year Award, dodeljena za organizaciju 2014. izdanja foruma od strane Asocijacije istraživačkih centara za otvoreno društvo (The Policy Association for an Open Society)[18]

## Spoljašnje veze
- Zvanična stranica foruma
- Zvanični Tviter foruma
- Zvanična Fejsbuk stranica foruma
- Zvničan Jutjub kanal foruma
- Zvanični Instagram profil foruma